# 鄧肯·亨特
鄧肯·亨特（英語：Duncan Hunter；1976年12月7日—）是共和黨籍的政治人物，美國海軍陸戰隊退役少校。他出生在圣迭戈。自2009年以來，作為美国众议院代表圣迭戈郡的聯邦眾議員。亨特已經結婚並育有三名孩子。

## 生平
亨特在1976年12月7日出生于美国加州圣迭戈。大学就读于圣迭戈州立大学，主修企业管理。大学毕业后便在圣迭戈一家公司担任IT商业分析师。911袭击后的第二天，亨特辞去了自己的工作，加入了美国海军陆战队。并于2003和2004年分别两次派遣至伊拉克。2005年9月退役后便一直保留在预备役中。在2007年再次被军队应征并派遣至阿富汗。2007年底退役并继续保留预备役。2012年升为少校。2019年12月3日，亨特因一項濫用競選資金的指控而認罪，後被判11个月监禁，但於2020年12月22日被美國總統特朗普赦免。